# Borys Kozubski
Borys Kozubski (ukr. Борис Миколайович Козубський, ur. 20 lutego?/4 marca 1886 w Żytomierzu, zm. 17 lutego 1953 w kompleksie łagrów Dubrawłag (Mordwińska ASRR)) – ukraiński adwokat, dziennikarz, polityk, działacz społeczny.
W 1906 ukończył gimnazjum w Ostrogu, studiował prawo na Uniwersytecie Kijowskim (do 1907) i Charkowskim (1909–1912).
Adwokat w kancelarii Mykoły Michnowśkiego, członek Ukraińskiej Robotniczej Partii Socjal Demokratycznej (USDRP) od 1905, współpracownik tygodnika Słowo (pod redakcją Symona Petlury). Od 1916 przebywał w Kijowie, członek Ukraińskiej Centralnej Rady (1917), w latach 1917–1919 był przewodniczącym miejskiej rady Krzemieńca. Po zajęciu Krzemieńca przez Wojsko Polskie został internowany w obozie Dąbie (1919–1920). Od 1920 był przewodniczącym filii Proswity w Krzemieńcu, organizator ukraińskiej spółdzielczości w rejonie Krzemieńca.
Poseł na Sejm od 1922, członek Ukraińskiego Klubu Parlamentarnego, Zarządu Głównego Ukraińskiego Zjednoczenia Narodowo-Demokratycznego (UNDO) (do połowy lat trzydziestych). Współzałożyciel stowarzyszenia „Ukrajinśkyj Narodnyj Dim” w Krzemieńcu (VI 1925, członek Rady Nadzorczej), członek Rady Nadzorczej „Silśkoho Hospodara”, aresztowany w listopadzie 1930 i w 1933. W 1939 został osadzony w Berezie Kartuskiej. W lipcu 1941 wybrany członkiem Ukraińskiej Rady Narodowej we Lwowie. W czasie okupacji niemieckiej był konsultantem prawnym w Krzemieńcu. Od 1944 pracował we Lwowie. W sierpniu 1948 został aresztowany przez funkcjonariuszy Ministerstwa Bezpieczeństwa Państwowego USRR, skazany na 25 lat łagru. Jego rodzina była również represjonowana: żona i dzieci zostały aresztowane i zesłane na Syberię, a syn Jurij został rozstrzelany w 1941.
Zmarł w obozie.